# Akli Ait Abdallah
Pour les articles homonymes, voir Abdallah.
Akli Ait Abdallah ou Akli Aït Abdallah  est un  journaliste et reporter algéro canadien à ICI Radio-Canada Première.

## Biographie
Il quitte l'Algérie en 1990 durant la guerre civile algérienne et après avoir été journaliste à l'hebdomadaire Algérie-Actualité. Durant sept années, il est d'abord recherchiste dans l'émission Signe des temps et Les Actualités , puis en septembre 1999, reporter à l'émission à Dimanche Magazine et Sans frontières de ICI Radio-Canada Première et il travaille avec l'équipe de Désautels.
à l’émission Signe des temps, puis à l’émission Les Actualités. Il est devenu reporter en 1999 pour Dimanche Magazine, Sans frontières et le service des nouvelles.
En juin 2002, Akli Ait Abdallah s'est rendu en Syrie pour couvrir les funérailles du président Hafez el-Assad.  Ensuite, il passe la frontière syrienne pour se rendre en Égypte, en Israël, au Liban, en Jordanie ainsi que les territoires palestiniens durant les attentats du 11 septembre 2001.
Entre les mois d’octobre 2002 et  mars 2003, Il entreprend une mission vers l'Irak avant la Guerre d'Irak, dès que la guerre se déclenche, Akli Ait Abdallah s’en va vers la Jordanie pour rapporter les événements. Il se dirige ensuite vers les territoires  palestiniens et puis il couvre la révolution orange en Ukraine et en avril 2005, les funérailles du pape Jean-Paul II.
Lors du tremblement de terre en octobre 2005 qui a secoué le Pakistan, Akli Ait Abdallah s'est déplacé pour faire la couverture. Pendant les émeutes des banlieues en France, il est envoyé pour faire un reportage.
En 2008, il reçoit le prix du Journalisme des Radios francophones publiques (RFP) pour son reportage dont le titre est Le Peuple inuit.
En 2010,  il est envoyé durant le séisme à Haïti en janvier 2010 et par la suite, il part pour rapporter les événements du Printemps arabe dans plusieurs pays, la Tunisie, l'Égypte, la Syrie et la Libye.  
En 2014, catégorie Choix du public, pour le reportage Janie, il obtient le prix de Journalisme des Radios francophones publiques.
Il a pris sa retraite en 2022.